# 경북골프경영고등학교
경북골프경영고등학교(慶北골프經營高等學校)는 대한민국 경상북도 청송군 부남면 대전리에 있는 사립 고등학교이다.

## 학교 연혁
- 1969년 11월 20일 : 학교법인 부남학원 설립인가
- 1970년 2월 28일 : 부남중학교 6학급 인가
- 1970년 2월 28일 : 초대 오두희 교장 취임
- 1973년 11월 20일 : 부남고등학교 6학급 인가
- 1977년 1월 12일 : 부남고등학교 제1회 졸업식 거행
- 1985년 7월 1일 : 대강당 준공
- 1990년 8월 14일 : 청송공업고등학교 자동차과 6학급 인가
- 1992년 2월 28일 : 실습동(400坪) 및 식당 준공
- 2003년 7월 16일 : 청송자동차정보고등학교 자동차정비과 6학급, 컴퓨터정보과 3학급 변경인가
- 2003년 8월 27일 : 특성화 고등학교로 지정
- 2010년 6월 8일 : 청송자동차고등학교 교명 변경
- 2013년 2월 15일 : 부남중 제41회, 청송자동차고등학교 제37회 졸업식
- 2013년 3월 1일 : 관내 초-중 통폐합 위해 부남중학교 자진 폐교, 관련 적정규모학교 육성추진(학교지원과-15446)
- 2014년 8월 20일 : 자율학교 재지정
- 2015년 6월 18일 : 학생생활관 개척관 준공(관리실 포함 21실)
- 2018년 2월 9일 : 청송자동차고등학교 제42회 졸업식(총 2,569명)
- 2018년 9월 1일 : 이태희 교장 취임
- 2021년 2월 5일 : 청송자동차고등학교 제45회 졸업식
- 2022년 3월 2일 : 학과 개편 (골프경영과)
- 2022년 9월 1일 : 정철수 교장 취임
- 2023년 2월 3일 : 청송자동차고등학교 제48회 졸업식 (총 2,630명)
- 2024년 3월 1일 : 경북골프경영고등학교 교명 변경

## 설치 학과
- 자동차정비과
- 골프경영과

## 참고 자료
- 경북골프경영고등학교 - 한국교육학술정보원 학교알리미